# Jenny Marx (1814–1881)

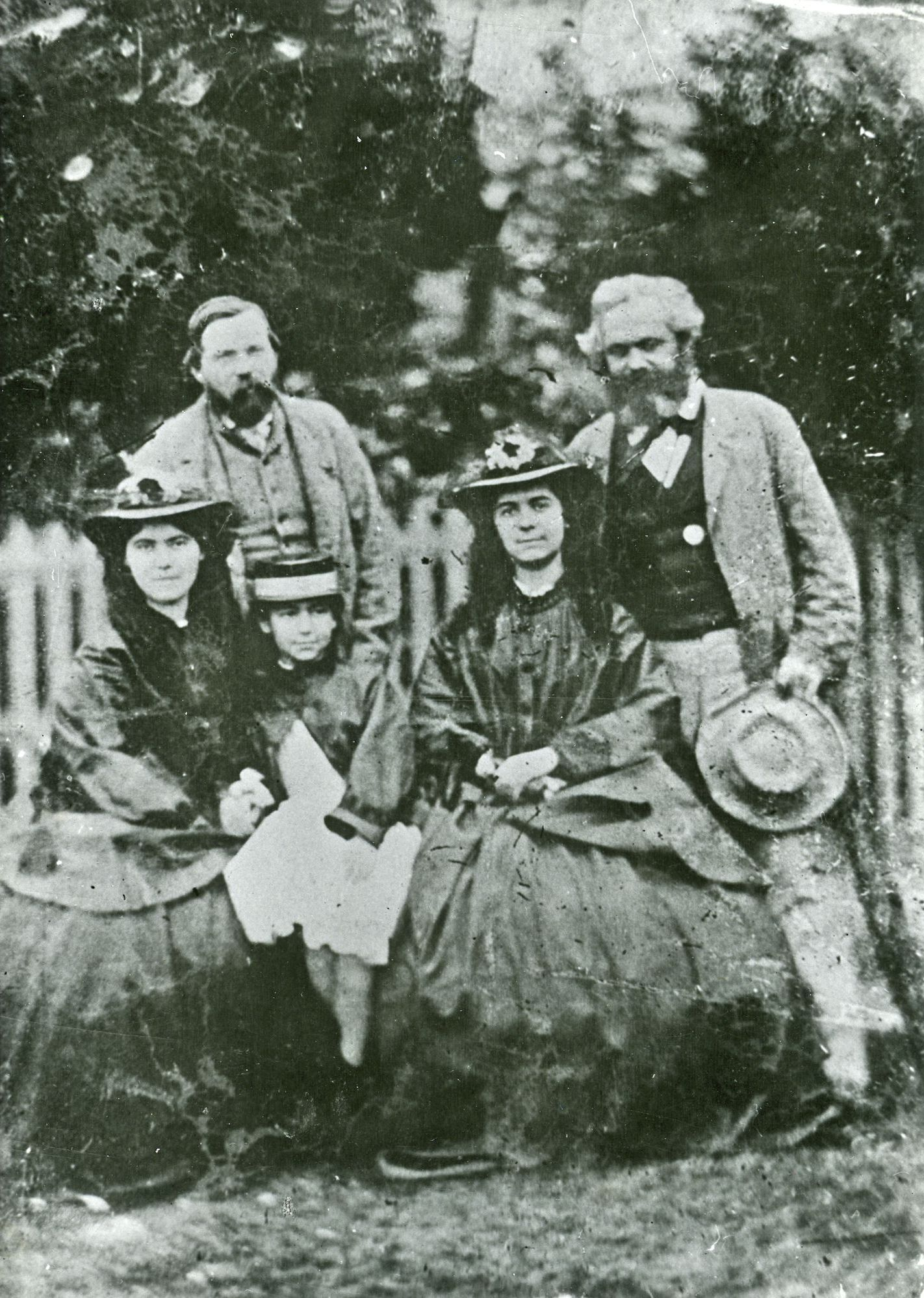
Karl Marx (po prawej), Friedrich Engels z córkami Marxów. Od lewej: Jenny Caroline (1844–1883), Jenny Julia Eleanor (1855–1898), Jenny Laura (1845–1911). Fotografia z ok. 1864 roku

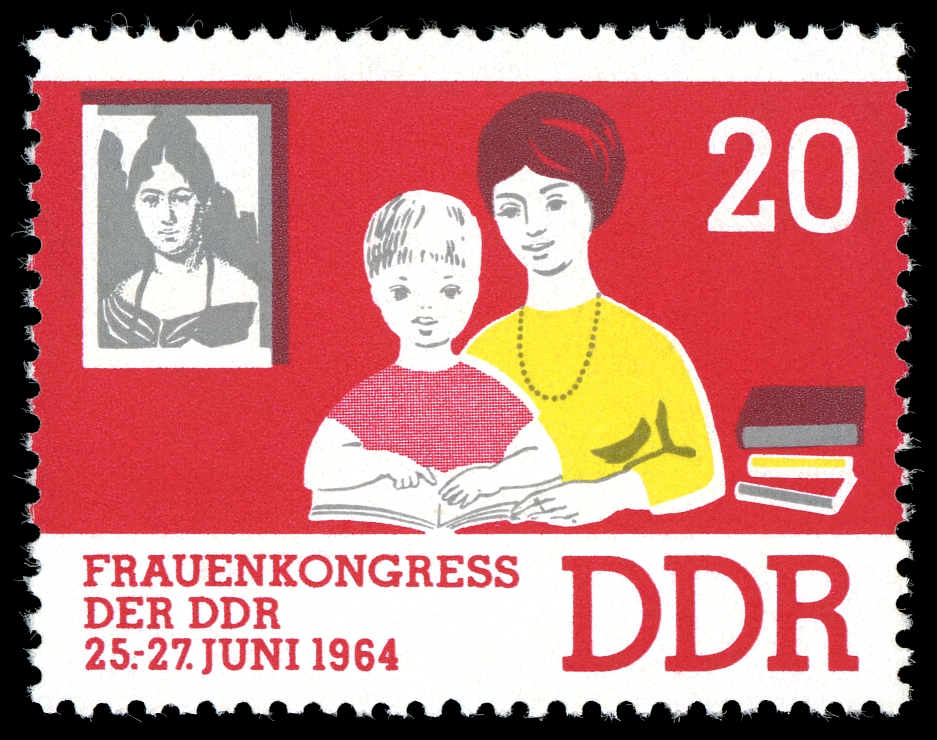
Wschodnioniemiecki znaczek pocztowy z wizerunkiem Jenny Marx wydany z okazji Kongresu Kobiet NRD w czerwcu 1964 roku

Johanna Bertha Julie Jenny Marx de domo von Westphalen (ur. 13 lutego 1814 w Salzwedel, zm. 2 grudnia 1881 w Londynie) – niemiecka pisarka i publicystka. Żona Karla Marxa.

## Życiorys
Była córką Ludwiga von Westphalen starosty Salzwedel i Caroline (z domu Heube). Jej dziadek Philipp von Westphalen był sekretarzem księcia Ferdynanda z Brunszwiku. W 1764 roku Philip von Westphalen otrzymał tytuł „szlachcica Westfalii”, od którego to tytułu pochodzi panieńskie nazwisko Jenny. W związku z przyznaniem szlachectwa przodkom, formalnie mogła posługiwać się tytułem baronessy, czego nigdy sama nie robiła. Jej przyrodni brat – z pierwszego małżeństwa ojca – Ferdinand von Westphalen zajmował również wysoką pozycje społeczną będąc pruskim ministrem spraw wewnętrznych. Oprócz niego, miała jeszcze pięcioro rodzeństwa. W 1816 roku ojciec Jenny Marx został przeniesiony do Trewiru, by tam pracować jako radny rządowy w radzie powiatowej. Rodzina von Westphalen mieszkała w Trewirze (rodzinnym mieście Karola Marxa – którego Jenny poznała jako nastolatka), w istniejącym do dziś domu przy obecnej Neustrasse 83. W 1821 roku jej siostra Laura zmarła na szkarlatynę. Została pochowana w Trewirze. Na jej cześć Jenny nazwała później swoją drugą córkę. 30 marca 1828 roku Jenny została konfirmowana w kościele Trójcy Świętej w Trewirze. W 1831 roku odrzuciła starania o rękę podporucznika Karla von Pannewitza. Pięć lat później, w tajemnicy przed rodzicami, latem 1836 roku zaręczyła się z Karlem Marxem, który był wówczas po drugim semestrze filozofii na Uniwersytecie w Bonn, a przed rozpoczęciem studiów w Berlinie. Para spotykała się i korespondowała od dawna. Z tego czasu zachowały się listy miłosne Marxa do Jenny opublikowane później m.in. jako „Księga miłości”, „Księga pieśni” i w „Pieśniach ludowych”. 3 marca 1842 zmarł ojciec Jenny. Niedługo potem wraz z matką przeprowadziły się do Kreuznach. Tam matka wydała notarialnie poświadczoną zgodę na ślub Jenny z Marxem. 19 czerwca 1843 roku Jenny wyszła za mąż – najpierw odbył się ślub cywilny, następnie – jeszcze tego samego dnia pobrali się w kościele w Kreuznach. Kilka dni po tym w prasie małżonkowie opublikowali ogłoszenia informujące o zawarciu małżeństwa – co było praktyką nietypową. Historycy upatrują w wyjątkowym formalizowaniu ślubu obaw przed podważeniem go przez niechętną już wtedy Marxowi administracje pruską. Z powodu narastających niepokojów społecznych w Europie i funkcjonującej reputacji Marxa jako ideologa rewolucji (inwigilowany był już w czasach studiów w Bonn), związanych z tym szykan ze strony władz, małżeństwo na początku października 1843 roku wyjechało do Paryża. Tam urodziła się ich córka Jenny Caroline. Po niespełna dwóch latach od wyjazdu z Kreuzenach, w 1845 roku Francuzi wydalają Marxów. Karol wraz z ponownie brzemienną żoną wyprowadza się wtedy do Brukseli, gdzie rodzi się ich córka Laura. Do Paryża wracają jednak na krótko w 1848 roku, gdy brukselska policja również wydaje im nakaz opuszczenia kraju. Z Francji na chwile przenoszą się do Kolonii, po czym już na stałe osiedlają się w Londynie. Tu Jenny przeżyje przeszło ćwierć wieku. Początkowo mieszkali przy Dean Street następnie nieustannie przeprowadzali się. Leszek Kołakowski na początku drugiej połowy XX wieku badający życie Marxa opisywał, że Jenny przez całe życie w Londynie była stała klientką lombardów. W drugiej połowie lat 70. XIX wieku Jenny Marx zaczyna chorować na liczne schorzenia wewnętrzne, zdiagnozowano u niej m.in. raka wątroby. Umarła w Londynie w wieku 67 lat – 2 grudnia 1881 roku. Została pochowana na cmentarzu Highgate w północnym Londynie, podobnie jak Karl Marx i ich córka Eleanor Marx, która siedemnaście lat po śmierci matki (na skutek załamania nerwowego związanego z potajemną poligamią męża), popełnia samobójstwo. W 1954 roku szczątki Jenny Marx przeniesiono wraz ze szczątkami Karla Marxa i kilkoro innych członków rodziny do obecnego grobu na tym samym cmentarzu. Nad grobem ustawiono duże, wykonane z brązu popiersie Karla Marxa. Jenny Marx oprócz opieki nad siedmiorgiem dzieci, była w Londynie publicystką, pisała korespondencje z Anglii do gazet niemieckojęzycznych, tłumaczyła dzieła Karla Marxa na angielski. Przypisuje się jej również autorstwo fragmentów Manifestu Komunistycznego. W Niemczech była i jest często upamiętniana patronatami szczególnie w miejscach związanych z opieką nad dziećmi i młodzieżą (przedszkola, szkoły, przyszkolne internaty m.in. w Lipsku, w Gubinie, w rodzinnym Slazwedel). W ogrodzie przy domu, w którym się urodziła w Slazwedel, istnieje – dziś ogólnodostępny – pomnik Jenny Marx. W samym domu od 2014 roku działa stała wystawa jej poświęcona.